# Château-Chinon (Ville)
Château-Chinon (Ville) là một xã trong tỉnh Nièvre, thuộc vùng Bourgogne-Franche-Comté của nước Pháp, có dân số là 2224 người (thời điểm 2006).

## Nhân khẩu học
| 1962  | 1968  | 1975  | 1982  | 1990  | 1999  | 2006  |
| ----- | ----- | ----- | ----- | ----- | ----- | ----- |
| 2.443 | 2.578 | 2.636 | 2.463 | 2.502 | 2.307 | 2.224 |

## Những người con của thành phố
- François Mitterrand, đã là thị trưởng của Château-Chinon từ 1959 đến 1981.